# 오르팡스 다 테라
《오르팡스 다 테라》(포르투갈어: Órfãos da Terra)는 2019년 방영된 브라질의 텔레노벨라이다.